# Lo Puèi de Sant Martin
Puèg Sant Martin (en francès Puy-Saint-Martin) és un municipi francès situat al departament de la Droma i a la regió d'Alvèrnia-Roine-Alps. L'any 2007 tenia 833 habitants.

## Demografia

### Població
El 2007 la població de fet de Puy-Saint-Martin era de 833 persones. Hi havia 316 famílies de les quals 97 eren unipersonals (28 homes vivint sols i 69 dones vivint soles), 89 parelles sense fills, 110 parelles amb fills i 20 famílies monoparentals amb fills.
La població ha evolucionat segons el següent gràfic:
Habitants censats

### Habitatges
El 2007 hi havia 431 habitatges, 346 eren l'habitatge principal de la família, 74 eren segones residències i 11 estaven desocupats. 375 eren cases i 53 eren apartaments. Dels 346 habitatges principals, 240 estaven ocupats pels seus propietaris, 89 estaven llogats i ocupats pels llogaters i 16 estaven cedits a títol gratuït; 1 tenia una cambra, 18 en tenien dues, 55 en tenien tres, 100 en tenien quatre i 172 en tenien cinc o més. 279 habitatges disposaven pel capbaix d'una plaça de pàrquing. A 167 habitatges hi havia un automòbil i a 157 n'hi havia dos o més.

### Piràmide de població
La piràmide de població per edats i sexe el 2009 era:
| Homes | Edats   | Dones |
| ----- | ------- | ----- |
| 0     | 95 o +  | 0     |
| 0     | 90 a 94 | 0     |
| 8     | 85 a 89 | 8     |
| 4     | 80 a 84 | 12    |
| 12    | 75 a 79 | 12    |
| 32    | 70 a 74 | 12    |
| 12    | 65 a 69 | 20    |
| 12    | 60 a 64 | 20    |
| 8     | 55 a 59 | 8     |
| 16    | 50 a 54 | 16    |
| 16    | 45 a 49 | 24    |
| 40    | 40 a 44 | 44    |
| 24    | 35 a 39 | 32    |
| 16    | 30 a 34 | 16    |
| 0     | 25 a 29 | 20    |
| 12    | 20 a 24 | 8     |
| 20    | 15 a 19 | 12    |
| 24    | 10 a 14 | 40    |
| 28    | 5 a 9   | 40    |
| 28    | 0 a 4   | 20    |

## Economia
El 2007 la població en edat de treballar era de 506 persones, 377 eren actives i 129 eren inactives. De les 377 persones actives 332 estaven ocupades (178 homes i 154 dones) i 44 estaven aturades (16 homes i 28 dones). De les 129 persones inactives 38 estaven jubilades, 39 estaven estudiant i 52 estaven classificades com a «altres inactius».

### Ingressos
El 2009 a Puy-Saint-Martin hi havia 340 unitats fiscals que integraven 835,5 persones, la mediana anual d'ingressos fiscals per persona era de 17.256 €.

### Activitats econòmiques
Dels 49 establiments que hi havia el 2007, 1 era d'una empresa alimentària, 3 d'empreses de fabricació d'altres productes industrials, 11 d'empreses de construcció, 12 d'empreses de comerç i reparació d'automòbils, 1 d'una empresa de transport, 5 d'empreses d'hostatgeria i restauració, 3 d'empreses d'informació i comunicació, 2 d'empreses immobiliàries, 6 d'empreses de serveis, 4 d'entitats de l'administració pública i 1 d'una empresa classificada com a «altres activitats de serveis».
Dels 17 establiments de servei als particulars que hi havia el 2009, 1 era una oficina d'administració d'Hisenda pública, 1 gendarmeria, 1 taller de reparació d'automòbils i de material agrícola, 5 paletes, 1 guixaire pintor, 2 fusteries, 1 lampisteria, 1 empresa de construcció, 1 perruqueria i 3 restaurants.
Dels 5 establiments comercials que hi havia el 2009, 1 era una botiga de més de 120 m², 1 una fleca, 2 botigues d'electrodomèstics i 1 un drogueria.
L'any 2000 a Puy-Saint-Martin hi havia 14 explotacions agrícoles que ocupaven un total de 469 hectàrees.

## Equipaments sanitaris i escolars
El 2009 hi havia una escola elemental integrada dins d'un grup escolar amb les comunes properes formant una escola dispersa.

## Poblacions més properes
El següent diagrama mostra les poblacions més properes.